# Adrián Huertas
Adrián Huertas del Olmo (Madrid, 21 agosto 2003) è un pilota motociclistico spagnolo, campione del mondo della  Supersport 300 nel 2021 e della Supersport nel 2024.

## Carriera

### Gli inizi
Huertas iniziò a correre nel 2011 nelle minimoto in un campionato locale. Nel 2012 passò al campionato nazionale MiniGP 110cc, piazzandosi terzo in quell'anno e vincendo l'edizione 2013. Nel 2014 e nel 2015 partecipò alla MiniGP 140cc, chiudendo entrambe le stagioni al secondo posto finale. Nel 2016 passò alla classe PreMoto4, chiudendo in terza posizione.
Nel 2017, Huertas debuttò nel campionato Spagnolo di Velocità (CEV) nella classe PreMoto3, dove chiuse in terza posizione finale. Nello stesso anno gareggiò anche nella PreMoto4, piazzandosi secondo. Nel 2018 esordì nella Red Bull Rookies Cup, ottenendo come miglior piazzamento una settima posizione e chiudendo il campionato al sesto posto finale. Nello stesso anno prese parte all'European Talent Cup organizzato dal CEV, chiudendo in 30º posizione. Nel 2019 partecipò sia all'European Talent Cup sia alla Rookies Cup, chiudendo 28º nella prima e 20º nella seconda, avendo disputato in quest'ultima solamente tre gare delle undici previste.

### Supersport 300
Nel gennaio 2020, Huertas firmò con la squadra italiana ProGP Racing, per correre con una Yamaha YZF-R3 nel campionato mondiale Supersport 300. I suoi compagni di squadra furono l'italiano Kim Aloisi e il francese Tom Berçot. A causa di un infortunio, il pilota dovette saltare le prime quattro gare, disputate sui circuiti di Jerez e Portimão. Ristabilitosi, Huertas disputò le prime gare mondiali durante il GP d'Aragona, concludendole con un'undicesimo posto e un ritiro. Chiuse la stagione in 17ª posizione finale, con un sesto posto come miglior piazzamento stagionale che ottenne in gara 2 a Magny-Cours.
Nel 2021, Huertas venne ingaggiato dalla squadra olandese MTM Motoport per correre con una Kawasaki Ninja 400, affiancato dai riconfermati Jeffrey Buis, Koen Meuffels e Yuta Okaya. Ottenne la sua prima vittoria nella gara 1 della tappa inaugurale, svoltasi ad Aragon. Al termine della stagione si laurea campione del mondo con un margine di oltre sessanta punti sul secondo classificato.

### Supersport
Nel 2022 passa a gareggiare nel campionato mondiale Supersport, sempre col team MTM, alla guida di una Kawasaki ZX-6R. Ottiene 120 punti classificandosi al dodicesimo posto in classifica. Nel 2023 prosegue con la stessa squadra della stagione precedente, ottiene come miglior risultato il quarto posto in gara (in quattro occasioni diverse) e chiude il campionato nuovamente al dodicesimo posto. Nel 2024 viene ingaggiato dal Team Aruba Racing alla guida della Panigale V2. Dopo un inizio stentato ingrana e, con dieci vittorie stagionali, conquista il titolo: primo spagnolo a riuscirci nel mondiale Superpsort.

## Risultati in gara

### Campionato mondiale Supersport 300
| 2020 | Moto   |     |     |     |     |    |     |   |    |    |   |    |   |    |    |  |  | Punti | Pos. |
| ---- | ------ | --- | --- | --- | --- | -- | --- | - | -- | -- | - | -- | - | -- | -- |  |  | ----- | ---- |
| 2020 | Yamaha | Inf | Inf | Inf | Inf | 11 | Rit | 8 | 11 | 28 | 9 | 13 | 6 | 16 | 10 |  |  | 44    | 17º  |

| 2021 | Moto     |   |   |   |    |   |   |   |   |   |   |   |   |   |     |   |   | Punti | Pos. |
| ---- | -------- | - | - | - | -- | - | - | - | - | - | - | - | - | - | --- | - | - | ----- | ---- |
| 2021 | Kawasaki | 1 | 3 | 1 | 10 | 1 | 5 | 6 | 5 | 1 | 1 | 7 | 4 | 7 | Rit | 2 | 1 | 255   | 1º   |

| Legenda | 1º posto        | 2º posto            | 3º posto           | A punti      | Senza punti        | Grassetto – Pole position Corsivo – Giro più veloce |
| Legenda | Gara non valida | Non qual./Non part. | Ritirato/Non class | Squalificato | '-' Dato non disp. | Grassetto – Pole position Corsivo – Giro più veloce |

### Campionato mondiale Supersport
| 2022 | Moto     |   |    |    |     |   |   |    |    |    |   |   |   |   |    |   |    |     |    |     |    |    |    |    |    | Punti | Pos. |
| ---- | -------- | - | -- | -- | --- | - | - | -- | -- | -- | - | - | - | - | -- | - | -- | --- | -- | --- | -- | -- | -- | -- | -- | ----- | ---- |
| 2022 | Kawasaki | 9 | 11 | 11 | Rit | 8 | 7 | 11 | 15 | 18 | 7 | 8 | 7 | 9 | 12 | 7 | 10 | Rit | NP | Rit | 10 | 10 | 12 | 10 | 12 | 120   | 12º  |

| 2023 | Moto     |     |    |     |     |    |   |    |    |    |   |   |   |    |   |   |    |   |   |     |     |     |     |   |   | Punti | Pos. |
| ---- | -------- | --- | -- | --- | --- | -- | - | -- | -- | -- | - | - | - | -- | - | - | -- | - | - | --- | --- | --- | --- | - | - | ----- | ---- |
| 2023 | Kawasaki | Rit | NP | Inf | Inf | 13 | 8 | 12 | 12 | 11 | 5 | 6 | 4 | 10 | 4 | 5 | 15 | 4 | 7 | Rit | Rit | Rit | Rit | 6 | 4 | 134   | 12º  |

| 2024 | Moto   |     |   |   |    |   |   |   |   |   |   |   |   |   |    |   |   |   |   |   |   |   |   |   |   | Punti | Pos. |
| ---- | ------ | --- | - | - | -- | - | - | - | - | - | - | - | - | - | -- | - | - | - | - | - | - | - | - | - | - | ----- | ---- |
| 2024 | Ducati | Rit | 3 | 1 | 32 | 1 | 2 | 1 | 1 | 1 | 1 | 1 | 1 | 2 | 12 | 4 | 3 | 1 | 2 | 1 | 5 | 2 | 2 | 3 | 4 | 439   | 1º   |

| Legenda | 1º posto        | 2º posto            | 3º posto           | A punti      | Senza punti        | Grassetto – Pole position Corsivo – Giro più veloce |
| Legenda | Gara non valida | Non qual./Non part. | Ritirato/Non class | Squalificato | '-' Dato non disp. | Grassetto – Pole position Corsivo – Giro più veloce |

### Motomondiale
| 2025 | Classe | Moto  |    |     |    |    |    |    |     |    |    |     |    |    |    |  |  |  |  |  |  |  |  |  | Punti | Pos. |
| ---- | ------ | ----- | -- | --- | -- | -- | -- | -- | --- | -- | -- | --- | -- | -- | -- |  |  |  |  |  |  |  |  |  | ----- | ---- |
| 2025 | Moto2  | Kalex | 14 | Rit | 16 | 17 | 13 | 18 | Inf | 19 | 22 | Rit | 18 | 14 | 18 |  |  |  |  |  |  |  |  |  | 7     |      |

| Legenda | 1º posto        | 2º posto            | 3º posto            | A punti      | Senza punti        | Grassetto – Pole position Corsivo – Giro più veloce |
| Legenda | Gara non valida | Non qual./Non part. | Ritirato/Non class. | Squalificato | '-' Dato non disp. | Grassetto – Pole position Corsivo – Giro più veloce |